# Sân bay quốc tế Doha
Sân bay quốc tế Doha (IATA: DOH, ICAO: OTBD) (tiếng Ả Rập: مطار الدوحة الدولى,, tên giao dịch quốc tế: Doha International Airport) là sân bay duy nhất ở Qatar. Sân bay có 3 nhà thờ Hồi giáo, wi-fi miễn phí, một khu vực mua sắm miễn thuế lớn và vài nhà hàng. Đường băng của nó thuộc loài dài nhất trong các sân bay dân sự.

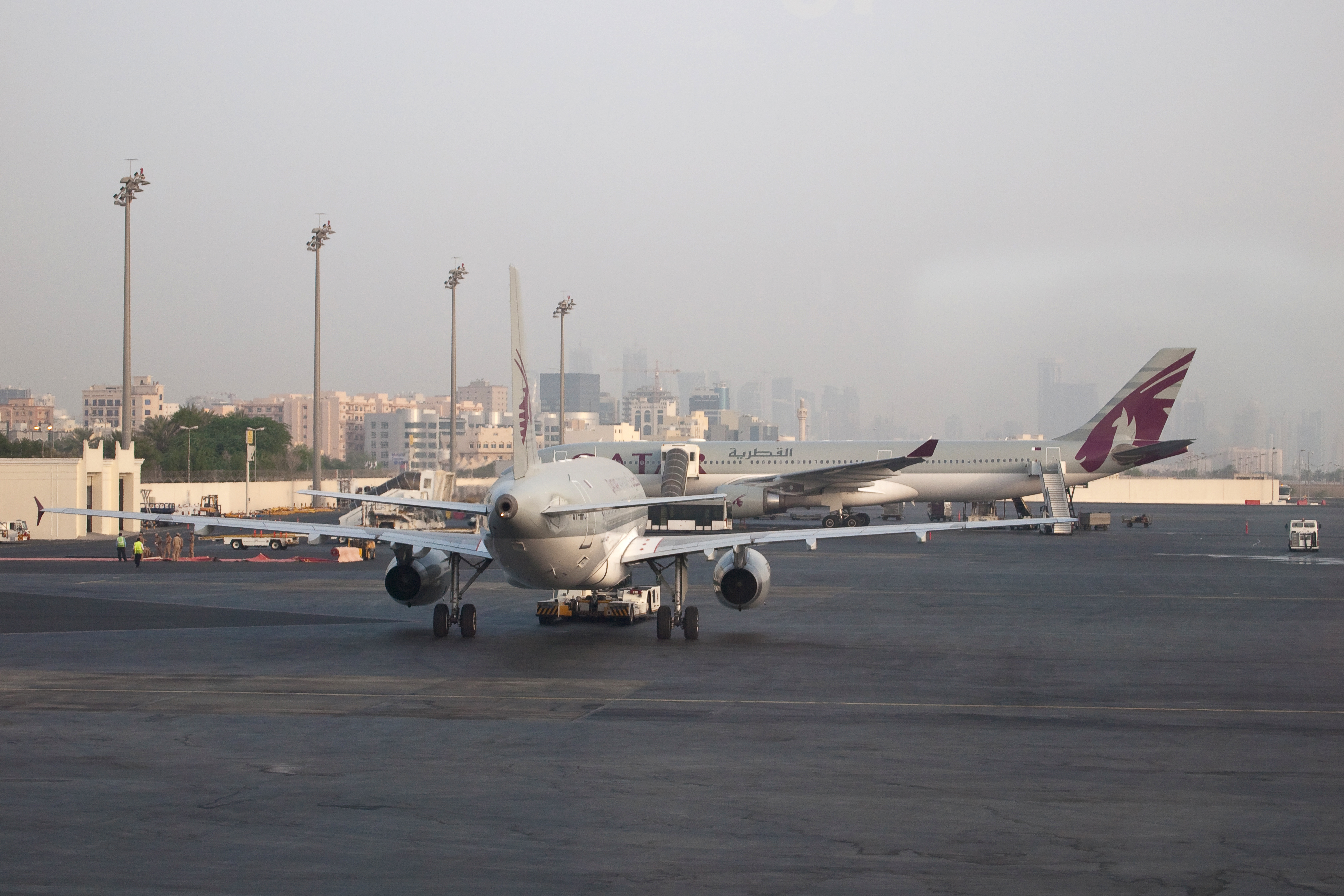
Sân bay quốc tế Doha

Dù các nâng cấp mở rộng gần đây, nhiều hành khách than phiền sân bay chật hẹp và ồn ào. Người ta phải xếp hàng dài để đi nhà vệ sinh (đặc biệt là phòng nữ), nhà hàng thì nhỏ. Nhiều người phải ngồi trên sàn, do nhiều hành khách trung chuyển qua Qatar Airways nên sân bay này là một trung tâm trung chuyển khách. 
Sân bay hiện nay sẽ được thay thế bằng sân bay mới sẽ xây xong giai đoạn 1 năm 2008 là Sân bay quốc tế Doha mới.

## Số liệu thống kê
Kể từ 1998, lượng khách và hàng hóa đã tăng đáng kể.
| Năm  | Tổng lượng khách | Tổng khối lượng hàng (tấn) | Tổng lượt chuyến |         |
| ---- | ---------------- | -------------------------- | ---------------- | ------- |
| 1998 | 2.100.000        | 86.854                     |                  |         |
| 1999 | 2.300.000        | 62.591                     |                  |         |
| 2002 | 4.406.304        | 90.879                     | 77.402           |         |
| 2003 | 5.245.364        | 118.406                    | 261.037          | 42.130  |
| 2004 | 7.079.540        | 160.088                    | 352.930          | 51.830  |
| 2005 | 9.377.003        | 207.988                    | 458.530          | 59.671  |
| 2006 | 11.954.030       | 262.061                    | 577.739          | 103.724 |
| 2007 | 9.459.812        | 252.935                    | 557.626          | 65.373  |
| 2008 | 12.272.505       | 414.872                    | 914.636          | 90.713  |
| 2009 | 13.113.224       | 528.906                    | 1.166.038        | 101.941 |
| 2010 | 15.724.027       | 707.831                    | 1.560.498        | 118.751 |

## Các hãng hàng không
Sân bay đóng cửa hoạt động giao thông thương mại vào ngày 27 tháng 5 năm 2014 khi tất cả các hãng hàng không chuyển đến sân bay Doha mới. Chuyến bay cuối cùng khởi hành từ sân bay quốc tế Doha là của Lufthansa khởi hành đi Frankfurt lúc 0h ngày 28/5/2014.